# KK Zagreb
KK Zagreb ist ein Basketballverein aus der kroatischen Hauptstadt Zagreb. Er spielt zurzeit in der kroatischen ersten Liga.

## Geschichte
Der Basketballverein Zagreb wurde 1970 unter dem Namen KK Siget gegründet. In der Saison 1976 änderte man den Namen in OKK Novi Zagreb. Durch harte Arbeit stieg der Verein mit der Zeit Schritt für Schritt durch die Ligen des ehemaligen Jugoslawiens bis man 1989 in der ersten Liga der Republik angekommen war, die damals als eine der stärksten in Europa galt. Da der Verein seit jeher finanziell schwach auf den Beinen stand, konzentrierte man sich auf harte Arbeit und Euphorie, um den Verein am Leben zu halten. Daher wurde auch die Ameise als Maskottchen des Vereins gewählt, um die unermüdlichen Bemühungen in Szene zu setzen. Abgesehen davon war der Stadtteil Novi Zagreb bekannt dafür, dass durch die Häufung der Ameisenscharen im Gebiet dieser Winzling schon fast als Haustier gehalten wurde.
Die „Ameisen aus Trnsko“ tragen seit 1991 den heutigen Namen KK Zagreb. In der ersten kroatischen Liga, die nach dem Bürgerkrieg auf dem Balkan gegründet wurde, spielte man von Anfang an eine wichtige Rolle, konnte man doch den großen drei, KK Cibona, KK Split und KK Zadar erfolgreich Paroli bieten. Die Beste Platzierung im Regulären Wettbewerb war der dritte Platz, den man in den Jahren 1993, 1994, 1998, 2002 und 2004 innehatte. Des Weiteren qualifizierte man sich in den Jahren 1997, 2000, 2002, 2003 und 2004 für das Halbfinale der Play-offs.
Im kroatischen Pokal (heute Kup Krešimira Ćosića benannt nach Krešimir Ćosić) erreichte man sechs Mal das Final-Four, 1998 sogar das Finale.
In den europäischen Wettbewerben nimmt man seit 1992 regelmäßig teil. Bestes Ergebnis war das Finale im Korać Cup 1993, welches man gegen den FC Barcelona verloren hatte.
Ein Schwerpunkt der Vereinspolitik ist die Förderung der Jugendspieler. So ist es nicht verwunderlich, dass das Durchschnittsalter der Profimannschaft rund 20 Jahre beträgt. Zurzeit sind in den einzelnen Jugendkategorien über 500 Basketballer. KK Zagreb steht in Kroatien als Synonym für die Anlehnung an die eigene Jugend. Grund dafür ist die schon erwähnte finanzielle Seite des Vereins, die sich auch nach Kroatiens Selbständigkeit nicht gebessert hat. Stolz ist man auf die Silbermedaille der kroatischen Jugendnationalmannschaft aus dem Jahre 2001, in der vier Ameisen aktiv mitgewirkt haben.
Im Gegensatz zum Profiverein kann sich der Jugendverein über zwei Meistertitel freuen. So gelang es in den Jahren 2002–2004 zweimal den Titel zu holen. In den letzten fünf Jahren nimmt man regelmäßig an den Endausscheidungen des Landes teil. In den jüngeren Kategorien kommen weitere drei Meistertitel zusammen. In der aktuellen kroatischen Nationalmannschaft spielen drei ehemalige Spieler des KK Zagreb, es sind dies die Gebrüder Ivan und Marko Tomas sowie Damir Miljković.
Seit Einführung der ABA-Liga nimmt man mehr oder weniger regelmäßig daran teil, konnte dort aber noch keine nennenswerten Erfolge verbuchen.
Am 4. Oktober 2007 wurde ein neuer Hauptsponsor gefunden. Mit dem Unterzeichnen der Verträge ändert der Verein auch seinen Namen und nennt sich die nächsten vier Jahre KK Zagreb CO. Das CO steht für den Hauptsponsor Croatia osiguranje (Versicherungsgesellschaft).
Siehe auch: Basketball in Kroatien

## Halle
Die Tribünen der ŠD Trnsko im Stadtteil Novi Zagreb fassen 2.500 Plätze und gehen bis an das Spielfeld. Sie ist eine Multifunktionshalle und beinhaltet neben Basketball auch noch die Vereine aus den Sportarten Volleyball, Handball, Hallenfußball, Tischtennis, Rhythmische Gymnastik, Badminton, Karate, und anderen Kampfsportarten. In der 25-jährigen Geschichte der Halle wurden auch vereinzelte Wettbewerbe bei der Universiade 1987 sowie bei den 2. Militärweltmeisterschaften 1999 ausgetragen. In den letzten Jahren wird auch regelmäßig der Traditionelle 'Croatia karate kup' in der Halle ausgetragen. Im Sommer 2006 wurde sie auch für die Volleyball-EM der Damen (Juniorinnen) genutzt.

## Erfolge
- 1× kroatische Meisterschaft: 2011
- 3× Kup Krešimir Čosić (kroatischer Pokal): 2008, 2010, 2011

## Ehemalige Trainer (Auswahl)
- Boško „Pepsi“ Božić

## Ehemalige Spieler (Auswahl)
- Željko Poljak
- Josip Sesar
- Goran Sobin
- Zoran Planinić
- Marko Tomas
- Dario Šarić